# Warmiński Hufiec Harcerzy „Płomienie”
Warmiński Hufiec Harcerzy "Płomienie" – hufiec skupiający męskie drużyny ZHR z Olsztyna i okolic. Powstał w 1991 roku jako Warmiński Hufiec Harcerek i Harcerzy "Płomienie" (podzielony później na Warmiński Hufiec Harcerzy "Płomienie" i Warmiński Hufiec Harcerzy "Zawieja". Należał do Warmińsko-Pomorskiej Chorągwi Harcerzy, później (po podziale z Kujawsko-Pomorską Chorągwią Harcerzy) do Warmińsko-Mazurskiego Namiestnictwa Harcerzy ZHR. Wraz z likwidacją z końcem 2008 Okręgu Warmińsko-Mazurskiego ZHR został włączony do Pomorskiej Chorągwi Harcerzy ZHR.

## Drużyny należące do hufca[1]
- 6 Olsztyńska Drużyna Harcerzy „Quercetalia”
- 2 Olsztyńska Drużyna Harcerzy im. Szarych Szeregów
- 8 Olsztyńska Drużyna Harcerzy „Szperacze” im. Jana Bochana

- 3 Olsztyńska Gromada Zuchowa "Poszukiwacze leśnego serca"

## Drużyny rozwiązane
- 8 Olsztyński Patrol Wędrowników Wagabunda
- 8 Olsztyńska Gromada Zuchów Księżycowi Strażnicy
- 9 Olsztyńska Drużyna Harcerzy Odyseja
- 44 Zalewska Drużyna Harcerzy Wilki
- 66 Elbląska Drużyna Harcerzy Cienie
- 7 Olsztyńska Gromada Wędrowników "Cień"
- 1 Gietrzwałdzka Drużyna Harcerzy Arrendatarios

## Instruktorzy przynależący do hufca[2]
Komendantem Hufca jest obecnie phm. Piotr Pogorzelski HR.
Instruktorzy wchodzący w skład Hufca m.in.:
- hm. Karol Siergiej HR
- phm. Piotr Chrostowski HR
- phm. Bartłomiej Mieczkowski HR
- ks. hm. Radosław Czerwiński HR
- phm. Rafał Dobrzyński HR
- phm. Bartosz Pietrzak HR
- kl. pwd. Marceli Rydzewski HO
- phm.  Paweł Pecio HR
- pwd. Dawid Rybaczyk HO
- pwd. Michał Artych HO